# Thievery Corporation
Thievery Corporation es un dúo de DJ y productores musicales de la ciudad de Washington, Estados Unidos. Lo integran Rob Garza y Eric Hilton y ocasionalmente, músicos de sesión.
Su música puede definirse dentro del estilo de música electrónica denominado downtempo, con influencias del dub, el acid jazz, la música de la India y de Brasil (esencialmente bossa nova), en una fusión combinada con una estética lounge.
Thievery Corporation edita su producción en el sello (propio) Eighteenth Street Lounge, así como también algunos de sus sencillos o EP han sido editados por los sellos 4AD y !K7.
En 2002 editaron a través de ESL, The Richest Man in Babylon. Este álbum de 15 pistas es similar en su timbre y sonido a su trabajo previo The Mirror Conspiracy, y contiene participaciones de vocalistas como Emilíana Torrini, Pam Bricker y Lou-Lou.)
Indra, la tercera pista de The Mirror Conspiracy, fue utilizada como parte de la banda sonora de la película Vanilla Sky (2001) así como en avances de la serie The West Wing (5.º episodio) y en promociones de la versión hindú de la cadena MTV para su programa Non Stop Hits.
Las letras de Thievery Corporation han estado notoriamente influenciadas por algunos de los últimos sucesos políticos de notoriedad. Cortes como Amerimacka, presente en su álbum The Cosmic Game y The Richest Man in Babylon del álbum homónimo, muestran la oposición que mantenían a las políticas de la administración del gobierno estadounidense que presidía George W. Bush.
En septiembre de 2005, Thievery Corporation participó en el concierto de la Operación Alto al fuego (Ceasefire Operation), con el objetivo de detener la guerra en Irak.
Algunos temas de Thievery Corporation, extraídos de The Richest Man in Babylon y The Cosmic Game fueron incluidos en el menú del juego de video Tiger Woods PGA Tour 06, publicado por EA Sports en 2005.

## Discografía
Álbumes
- Sounds from the Thievery Hi-Fi (1997)
- The Mirror Conspiracy (2000)
- The Richest Man in Babylon (2002)
- The Cosmic Game (2005)
- Versions (2006)
- Radio Retaliation (2008)
- Culture of fear (2011)
- Saudade (2014)
- The Temple Of I & I (2017)
- Treasures from the temple (2018)
- Symphonik (2020)

Sencillos y EP
- "The Foundation" (1996)
- "Shaolin Satellite" (1996)
- "2001 Spliff Odyssey" (1996)
- "ESL Dubplate" (1996)
- "Encounter in Bahia" (1997)
- "Lebanese Blonde" (1998) (UK #96)[2]
- ".38.45" (A Thievery Number)" (1998)
- "Halfway Around the World" (1998)
- "So Com Voce" (1998)
- "Incident at Gate 7" (1998)
- "DJ-Kicks EP / It Takes a Thief" (1999)
- "Focus on Sight" (2000)
- "The Lagos Communiqué" (2000)
- "Focus on Sight" (2000)
- "Sound File 001" (2000)
- "Sound File 002" (2000)
- "Shadows of Ourselves" (2000)
- "DC 3000" (2000)
- "Thievery Corporation Vs Nicola Conte - Bossa Per Due" (2001)
- "The Richest Man in Babylon" (2003)
- "The Heart's a Lonely Hunter" (con David Byrne) (2005)
- "Revolution Solution" (2005)
- "Warning Shots" (2005)
- "The Time We Lost Our Way" (2005)
- "Sol Tapado" (2005)
- "Originality  (2006)
- "Supreme Illusion  (2007)
- "Radio Retaliation Extras" (2008)
- "Sound the Alarm / La Femme Parallel (2009)
- "Vampires" (2011)
- "Culture of Fear" (2011)

Compilaciones
- Dubbed Out In DC (1997)
- DJ-Kicks: Thievery Corporation (1999)
- Abductions and Reconstructions (1999)
- Sounds from the Verve Hi-Fi (2001)
- The Outernational Sound (2004)
- Babylon Rewound (2004)

Bandas Sonoras con temas de Thievery Corporation
- Vanilla Sky
- Garden State
- Secuestro exprés (película Venezolana)
- Salvajes
- Efectos secundarios (2013)

Discos Compilatorios con temas de Thievery Corporation
- DJ-Kicks: Kruder & Dorfmeister (1996)
- Science Fiction Jazz, Vol 3 (1998)
- Om Lounge Vol. 1(1998)
- Brazilectro (2000)
- The Fez File, Vol 1 (2000)
- Verve Remixed (2002)
- Nova Latino, Vol 1 (2002)
- Nicola conte - Jet Sounds Revisited (2002)
- Boozoo Bajou - Remixes (2003)
- Post Modern Bossa (2003)
- Hotel Costes, Vol 7 (2004)
- Nova Latino, Vol 4 (2004)
- Gilles Petterson in Africa (2005)
- Republicafrobeat, Vol 2 (2005)
- DJ-Kicks: The exclusives (2006)
- Braziluion 5.4 (2006)